# 国家防汛抗旱总指挥部
国家防汛抗旱总指挥部（简称“国家防总”），是中华人民共和国国务院成立的国务院议事协调机构，负责领导组织全国的防汛抗旱工作。

## 沿革
1950年6月3日，经中央人民政府政务院批准，正式成立中央防汛总指挥部。首届总指挥部主任由政务院副总理董必武担任，副主任由中央人民政府水利部部长傅作义、中央人民政府人民革命军事委员会部长李涛担任。1967年“文革”前，邓子恢、谭震林等先后担任中央防汛总指挥部主要领导。1950年6月7日，政务院发布《关于建立各级防汛机构的决定》。
1971年6月6日，国务院、中央军委发出《关于成立中央防汛抗旱指挥部的通知》，成立中央防汛抗旱指挥部，由总参谋部、国家计委、商业部、交通部、农林部、财政部、水利电力部组成。指挥部办公室设在水利电力部，日常工作由水利电力部抓总。长江中下游和黄河防汛指挥部机构仍按国务院1969年防汛工作的通知规定不变。
1985年7月2日，重新恢复中央防汛总指挥部，国务院副总理李鹏，水利部部长钱正英分任总指挥和副总指挥。
1977年3月，成立国务院抗旱领导小组，负责协调相关部门的抗旱工作。1988年8月11日《国务院关于非常设机构设置问题的通知》（国发〔1988〕56号）将国家防汛总指挥部列为国务院非常设机构，总指挥田纪云、顾问钱正英，具体工作由水利部承担，原国务院抗旱领导小组并入该指挥部。1988年11月7日《国务院办公厅关于国务院已撤三十八个非常设机构的通知》（国办函〔1988〕81号）将国务院抗旱领导小组列为已撤销的国务院非常设机构。
1979年6月2日，国务院抗旱领导小组办公室由原农林部改设水利部。1988年6月2日，该办公室并入国家防汛总指挥部办公室。
1988年4月20日，国家防汛总指挥部举行1988年第一次会议，国务院副总理田纪云、水利部部长杨振怀讲话。
1988年6月2日，国务院、中央军委国发〔1988〕34号文件决定成立国家防汛总指挥部，国务院副总理田纪云任总指挥，水利部部长杨振怀、国务院副秘书长李昌安、国家计委副主任叶青任副总指挥。1992年8月15日，《国务院办公厅关于国家防汛总指挥部更改名称的通知》（国办发〔1992〕45号）称，“经国务院批准，原国家防汛总指挥部改名为国家防汛抗旱总指挥部，负责全国防汛抗旱工作的统一指挥和调度。总指挥部组成单位不变，办事机构仍设在水利部。”
根据2008年国务院机构改革方案，国家防汛抗旱总指挥部具体工作由水利部承担。
2018年3月17日第十三届全国人民代表大会第一次会议通过《第十三届全国人民代表大会第一次会议关于国务院机构改革方案的决定》，批准《国务院机构改革方案》。方案规定：“组建应急管理部。将国家安全生产监督管理总局的职责，国务院办公厅的应急管理职责，公安部的消防管理职责，民政部的救灾职责，国土资源部的地质灾害防治、水利部的水旱灾害防治、农业部的草原防火、国家林业局的森林防火相关职责，中国地震局的震灾应急救援职责以及国家防汛抗旱总指挥部、国家减灾委员会、国务院抗震救灾指挥部、国家森林防火指挥部的职责整合，组建应急管理部，作为国务院组成部门。中国地震局、国家煤矿安全监察局由应急管理部管理。公安消防部队、武警森林部队转制后，与安全生产等应急救援队伍一并作为综合性常备应急骨干力量，由应急管理部管理。不再保留国家安全生产监督管理总局。”

## 职责
根据《中华人民共和国防洪法》、《中华人民共和国防汛条例》、《中华人民共和国抗旱条例》和国务院“三定方案”规定，国家防汛抗旱总指挥部在国务院领导下，负责领导组织全国的防汛抗旱工作。

## 组成人员
中央防汛总指挥部
| 1950年6月3日成立时的组成人员是： 主任 - 董必武（中央人民政府政务院副总理） 副主任 - 傅作义（中央人民政府水利部部长） - 李涛（军事委员会部长） 成员 （不详） | 1954年任命的总指挥： - 邓子恢（政务院副总理） 1967年以前任命的总指挥： - 谭震林（国务院副总理） |

中央防汛抗旱指挥部
指挥
- 李先念（国务院副总理）[14]

| 中央防汛总指挥部 1985年7月2日《国务院、中央军委关于调整中央防汛总指挥部领导成员的通知》（国发〔1985〕84号）调整后的组成人员是： 总指挥 - 李鹏（国务院副总理） 副总指挥 - 钱正英（水利电力部部长） 秘书长 - 杨振怀（水利电力部副部长） 副秘书长 - 隗福临（总参谋部作战部副部长） | 国务院抗旱领导小组 （组成人员不详） |

国家防汛抗旱总指挥部
| 1988年成立国家防汛总指挥部时的组成人员是： 总指挥 - 田纪云（国务院副总理） 副总指挥 - 杨振怀（水利部部长） - 李昌安（国务院副秘书长） - 叶青（国家计委副主任） 成员 （不详） | 1993年5月29日《国务院办公厅关于国家防汛抗旱总指挥部组成人员的通知》（国办发〔1993〕32号）调整后的组成人员是： 总指挥 - 陈俊生（国务委员） 副总指挥 - 钮茂生（水利部部长） - （国务院副秘书长，名单待定）（后定为刘济民） - 陈耀邦（国家计委副主任） - 石万鹏（国家经贸委副主任） - 何璟（水利部副部长） 秘书长 - 何璟（兼） 副秘书长 - 符传荣（总参作战部部长） 成员 - 牟新生（公安部副部长） - 陈虹（民政部副部长） - 项怀诚（财政部副部长） - 张宏仁（地矿部副部长） - 李振东（建设部副部长） - 汪恕诚（电力部副部长） - 国林（铁道部副部长） - 刘松金（交通部副部长） - 杨贤足（邮电部副部长） - 吴亦侠（农业部副部长） - 王志宝（林业部副部长） - 何济海（内贸部组建领导小组成员） - 刘习良（广播影视部副部长） - 殷大奎（卫生部副部长） - 柯德铭（民航总局副局长） - 颜宏（气象局副局长） - 周永康（石油天然气总公司副总经理） - 黄春萼（石化总公司副总经理） |

| 1995年5月8日《国务院办公厅关于调整国家防汛抗旱总指挥部组成人员的通知》（国办发〔1995〕32号）调整后的组成人员是： 总指挥 - 姜春云（国务院副总理） 副总指挥 - 钮茂生（水利部部长） - 刘济民（国务院副秘书长） - 陈耀邦（国家计委副主任） - 石万鹏（国家经贸委副主任） 成员 - 李延龄（财政部副部长） - 周文智（水利部副部长） - 符传荣（总参作战部部长） - 牟新生（公安部副部长） - 范宝俊（民政部副部长） - 张宏仁（地矿部副部长） - 李振东（建设部副部长） - 汪恕诚（电力部副部长） - 国林（铁道部副部长） - 刘松金（交通部副部长） - 杨贤足（邮电部副部长） - 吴亦侠（农业部副部长） - 王志宝（林业部副部长） - 何济海（内贸部副部长） - 刘习良（广播影视部副部长） - 殷大奎（卫生部副部长） - 李钊（民航总局副局长） - 颜宏（气象局副局长） - 周永康（石油天然气总公司副总经理） - 黄春萼（石化总公司副总经理） 秘书长兼办公室主任 - 周文智（兼） 副秘书长 - 符传荣（兼） | 1998年4月10日《国务院办公厅关于调整国家防汛抗旱总指挥部成员的通知》（国办发〔1998〕11号）调整后的组成人员是： 总指挥 - 温家宝（国务院副总理） 副总指挥 - 钮茂生（水利部部长） - 马凯（国务院副秘书长） 秘书长 - 周文智（水利部副部长） 副秘书长 - 符传荣（总参作战部部长） 成员 - 刘江（国家发展计划委员会副主任） - 石万鹏（国家经济贸易委员会副主任） - 牟新生（公安部副部长） - 范宝俊（民政部副部长） - 李延龄（财政部副部长） - 蒋承菘（国土资源部副部长） - 赵宝江（建设部副部长） - 刘志军（铁道部副部长） - 刘松金（交通部副部长） - 杨贤足（信息产业部副部长） - 刘成果（农业部副部长） - 殷大奎（卫生部副部长） - 鲍培德（中国民用航空总局副局长） - 同向荣（国家广播电影电视总局副局长） - 颜宏（中国气象局副局长） 1998年汛后调整的副总指挥是： - 水利部部长汪恕诚接替钮茂生任副总指挥 |

| 1999年4月1日《国务院办公厅关于调整国家防汛抗旱总指挥部成员的通知》（国办发〔1999〕30号）调整后的组成人员是： 总指挥 - 温家宝（国务院副总理） 副总指挥 - 汪恕诚（水利部部长） - 马凯（国务院副秘书长） 秘书长 - 周文智（水利部副部长） 副秘书长 - 符传荣（总参作战部部长） 成员 - 刘江（国家发展计划委员会副主任） - 石万鹏（国家经济贸易委员会副主任） - 公安部一位部领导（待定） - 范宝俊（民政部副部长） - 李延龄（财政部副部长） - 蒋承菘（国土资源部副部长） - 赵宝江（建设部副部长） - 刘志军（铁道部副部长） - 洪善祥（交通部副部长） - 周德强（信息产业部副部长） - 万宝瑞（农业部副部长） - 殷大奎（卫生部副部长） - 鲍培德（中国民用航空总局副局长） - 吉炳轩（国家广播电影电视总局副局长） - 李黄（中国气象局副局长） | 2003年3月31日《国务院办公厅关于调整国家防汛抗旱总指挥部成员的通知》（国办发〔2003〕17号）调整后的组成人员是： 总指挥 - 回良玉（国务院副总理） 副总指挥 - 汪恕诚（水利部部长） - 汪洋（国务院副秘书长） 秘书长 - 鄂竟平（水利部党组成员） 副秘书长 - （待定）（总参作战部部长） 成员 - 高俊良（中宣部副部长） - 刘江（发展和改革委副主任） - 罗锋（公安部副部长） - 杨衍银（民政部副部长） - 廖晓军（财政部副部长） - 寿嘉华（国土资源部副部长） - 仇保兴（建设部副部长） - 刘志军（铁道部部长） - 洪善祥（交通部副部长） - 张春江（信息产业部副部长） - 刘坚（农业部副部长） - 张志刚（商务部副部长） - 马晓伟（卫生部副部长） - 李军（民航总局副局长） - 胡占凡（广电总局副局长） - 闪淳昌（安全监管局副局长） - 李黄（气象局副局长） - 朱成友（武警部队副司令员） 2004年调整的副总指挥是： - 国务院副秘书长张勇接替汪洋任副总指挥 2007年调整的副总指挥是： - 水利部部长陈雷接替汪恕诚任副总指挥 |

| 2007年5月2日《国务院办公厅关于调整国家防汛抗旱总指挥部成员的通知》（国办发〔2007〕29号）调整后的组成人员是： 总指挥 - 回良玉（国务院副总理） 副总指挥 - 陈雷（水利部部长） - 张勇（国务院副秘书长） 秘书长 - 鄂竟平（水利部副部长） 副秘书长 - 戚建国（总参作战部部长） 成员 - 高俊良（中央宣传部副部长） - 杜鹰（发展改革委副主任） - 刘金国（公安部副部长） - 李立国（民政部副部长） - 廖晓军（财政部副部长） - 贠小苏（国土资源部副部长） - 仇保兴（建设部副部长） - 胡亚东（铁道部副部长） - 徐祖远（交通部副部长） - 奚国华（信息产业部副部长） - 范小建（农业部副部长） - 黄海（商务部部长助理） - 王陇德（卫生部副部长） - 杨国庆（民航总局副局长） - 胡占凡（广电总局副局长） - 王德学（安全监管总局副局长） - 许小峰（气象局副局长） - 梁洪（武警部队副司令员） | 2008年4月17日《国务院办公厅关于调整国家防汛抗旱总指挥部成员的通知》（国办发〔2008〕21号）调整后的组成人员是： 总指挥 - 回良玉（国务院副总理） 副总指挥 - 陈雷（水利部部长） - 张勇（国务院副秘书长） 秘书长 - 鄂竟平（水利部副部长） 副秘书长 - 戚建国（总参谋部作战部部长） - 霍毅（武警部队副司令员） 成员 - 孙志军（中央宣传部副部长） - 杜鹰（发展改革委副主任） - 奚国华（工业和信息化部副部长） - 刘金国（公安部副部长） - 李立国（民政部副部长） - 丁学东（财政部副部长） - 贠小苏（国土资源部副部长） - 仇保兴（住房城乡建设部副部长） - 徐祖远（交通运输部副部长） - 胡亚东（铁道部副部长） - 危朝安（农业部副部长） - 房爱卿（商务部部长助理） - 陈啸宏（卫生部副部长） - 胡占凡（广电总局副局长） - 王德学（安全监管总局副局长） - 许小峰（气象局副局长） 2009年3月增加的副总指挥是： - 葛振峰（解放军副总参谋长） - 鄂竟平（水利部副部长） 2010年5月调整的副总指挥是： - 解放军副总参谋长章沁生接替葛振峰任副总指挥 2010年9月调整的副总指挥是： - 国务院副秘书长丁学东接替张勇任副总指挥 |

| 2013年5月10日《国务院办公厅关于调整国家防汛抗旱总指挥部组成人员的通知》（国办发〔2013〕33号）调整后的组成人员是： 总指挥 - 汪洋（国务院副总理） 副总指挥 - 陈雷（水利部部长） - 章沁生（解放军副总参谋长） - 丁学东（国务院副秘书长） 秘书长 - 刘宁（水利部副部长） 副秘书长 - 薛国强（武警部队副司令员） - 矫梅燕（气象局副局长） 成员 - 孙志军（中央宣传部副部长） - 杜鹰（发展改革委副主任） - 尚冰（工业和信息化部副部长） - 黄明（公安部副部长） - 姜力（民政部副部长） - 胡静林（财政部部长助理） - 汪民（国土资源部副部长） - 仇保兴（住房城乡建设部副部长） - 何建中（交通运输部副部长） - 余欣荣（农业部副部长） - 房爱卿（商务部部长助理） - 徐科（卫生计生委副主任） - 李伟（新闻出版广电总局副局长） - 王德学（安全监管总局副局长） - 史玉波（能源局副局长） - 王宏（海洋局副局长） - 陆东福（铁路局局长） - 雷鸣山（三峡办副主任） - 张野（南水北调办副主任） | 2015年6月时的组成人员是： 总指挥 - 汪洋（国务院副总理） 副总指挥 - 陈雷（水利部部长） - 戚建国（解放军副总参谋长） - 江泽林（国务院副秘书长） 秘书长 - 刘宁（水利部副部长） 副秘书长 - 戴肃军（武警部队副司令员） - 矫梅燕（中国气象局副局长） 成员 - 孙志军（中共中央宣传部副部长） - 张勇（国家发展和改革委员会副主任） - 尚冰（工业和信息化部副部长） - 黄明（公安部副部长） - 窦玉沛（民政部副部长） - 胡静林（财政部副部长） - 汪民（国土资源部副部长） - 陈大卫（住房和城乡建设部副部长） - 何建中（交通运输部副部长） - 余欣荣（农业部副部长） - 房爱卿（商务部副部长） - 崔丽（国家卫生和计划生育委员会副主任） - 聂辰席（国家新闻出版广电总局副局长） - 孙华山（国家安全生产监督管理总局副局长） - 史玉波（国家能源局副局长） - 王飞（国家海洋局副局长） - 陈兰华（国家铁路局副局长） - 陈飞（国务院三峡工程建设委员会办公室副主任） - 张野（国务院南水北调工程建设委员会办公室副主任） |

| 2017年3月时的组成人员是： 总指挥 - 汪洋（国务院副总理） 副总指挥 - 陈雷（水利部部长） - 江泽林（国务院副秘书长） - 马宜明（中央军委联合参谋部副参谋长） 秘书长 - 叶建春（水利部副部长） 副秘书长 - 矫梅燕（中国气象局副局长） 成员 - 郭卫民（中央宣传部部务会议成员、国务院新闻办公室副主任） - 张勇（国家发展和改革委员会副主任） - 陈肇雄（工业和信息化部副部长） - 黄明（公安部副部长） - 顾朝曦（民政部副部长） - 胡静林（财政部副部长） - 凌月明（国土资源部副部长） - 倪虹（住房和城乡建设部副部长） - 何建中（交通运输部副部长） - 余欣荣（农业部副部长） - 房爱卿（商务部副部长） - 崔丽（国家卫生和计划生育委员会副主任） - 田进（国家新闻出版广电总局副局长） - 孙华山（国家安全生产监督管理总局副局长） - 李世宏（国家旅游局副局长） - 王晓林（国家能源局副局长） - 孙书贤（国家海洋局副局长） - 于春孝（国家铁路局副局长） - 陈飞（国务院三峡工程建设委员会办公室副主任） - 张野（国务院南水北调工程建设委员会办公室副主任） - 蔡军（中央军委联合参谋部作战局副局长） - 向国祥（中央军委国防动员部民兵预备役局副局长） - 陈锡春（武警部队参谋长助理） - 李文新（中国铁路总公司副总经理） | 2018年6月15日《国务院办公厅关于调整国家防汛抗旱总指挥部组成人员的通知》（国办发〔2018〕49号）调整后的组成人员是： 总指挥 - 胡春华 国务院副总理 副总指挥 - 王 勇 国务委员 - 鄂竟平 水利部部长 - 黄明 应急管理部党组书记、副部长 - 马宜明 中央军委联合参谋部副参谋长 - 高 雨 国务院机关党组成员 秘书长 - 叶建春 水利部副部长兼应急部副部长 副秘书长 - 勇 中国气象局副局长 成员 - 郭卫民 中央宣传部部务会议成员、新闻办副主任 - 张 勇 发展改革委副主任 - 陈肇雄 工业和信息化部副部长 - 侍 俊 公安部副部长 - 程丽华 财政部副部长 - 凌月明 自然资源部副部长 - 倪 虹 住房城乡建设部副部长 - 何建中 交通运输部副部长 - 余欣荣 农业农村部副部长 - 王炳南 商务部副部长 - 李世宏 文化和旅游部党组成员 - 崔 丽 卫生健康委副主任 - 范卫平 广电总局副局长 - 刘宝华 能源局副局长 - 铁路局副局长 - 蔡 军 中央军委联合参谋部作战局副局长 - 孙从军 中央军委国防动员部民兵预备役局副局长 - 张红生 武警部队参谋长助理 - 李文新 中国铁路总公司副总经理 2019年3月19日《国务院办公厅关于调整国家防汛抗旱总指挥部组成人员的通知》（国办发〔2019〕12号）调整后的组成人员是： 总指挥 - 王 勇 国务委员 副总指挥 - 黄 明 应急管理部党组书记、副部长 - 鄂竟平 水利部部长 - 马宜明 中央军委联合参谋部副参谋长 - 孟 扬 国务院副秘书长 秘书长 - 叶建春 水利部副部长兼应急部副部长 副秘书长 - 余 勇 气象局副局长 - 马 欣 中央军委联合参谋部作战局副局长 成员 - 郭卫民 中央宣传部部务会议成员、新闻办副主任） - 张 勇 发展改革委副主任 - 孙 尧 教育部副部长 - 陈肇雄 工业和信息化部副部长 - 孙力军 公安部副部长 - 刘 伟 财政部副部长 - 凌月明 自然资源部副部长 - 黄 艳 住房城乡建设部副部长 - 何建中 交通运输部副部长 - 张桃林 农业农村部副部长 - 王炳南 商务部副部长 - 王晓峰 文化和旅游部党组成员 - 于学军 卫生健康委副主任 - 郑国光 应急部副部长兼地震局局长 - 范卫平 广电总局副局长 - 刘宝华 能源局副局长 - 铁路局副局长 - 孙从军 中央军委国防动员部民兵预备役局副局长 - 刘振芳 中国国家铁路集团有限公司副总经理 |

## 办事机构
国家防汛抗旱总指挥部的办事机构是国家防汛抗旱总指挥部办公室（简称“国家防总办公室”），设在水利部。
1985年7月2日《国务院、中央军委关于调整中央防汛总指挥部领导成员的通知》（国发〔1985〕84号）规定“中央防汛总指挥部办公室仍设在水利电力部，办公室不另列编制。”1993年5月29日《国务院办公厅关于国家防汛抗旱总指挥部组成人员的通知》（国办发〔1993〕32号）规定“国家防汛抗旱总指挥部办公室设在水利部”。1998年4月10日《国务院办公厅关于调整国家防汛抗旱总指挥部成员的通知》（国办发〔1998〕11号）、1999年4月1日《国务院办公厅关于调整国家防汛抗旱总指挥部成员的通知》（国办发〔1999〕30号）、2003年3月31日《国务院办公厅关于调整国家防汛抗旱总指挥部成员的通知》（国办发〔2003〕17号）均规定“国家防汛抗旱总指挥部在水利部单设办事机构”。
根据2008年国务院办公厅关于《水利部主要职责内设机构和人员编制规定》，设置国家防汛抗旱总指挥部办公室，主要职责是：
1. 组织、协调、指导、监督全国防汛抗旱工作。
2. 组织协调指导台风、山洪等灾害防御和城市防洪工作。
3. 负责对重要江河湖泊和重要水工程实施防汛抗旱调度和应急水量调度。
4. 编制国家防汛抗旱应急预案并组织实施，组织编制、实施全国大江大河大湖及重要水工程防御洪水方案、洪水调度方案、水量应急调度方案和全国重点干旱地区及重点缺水城市抗旱预案等防汛抗旱专项应急预案。
5. 负责全国洪泛区、蓄滞洪区和防洪保护区的洪水影响评价工作，组织协调指导蓄滞洪区安全管理和运用补偿工作。
6. 负责全国汛情、旱情和灾情掌握和发布，指导、监督重点江河防汛演练和抗洪抢险工作。
7. 负责国家防汛抗旱总指挥部各成员单位综合协调工作，组织各成员单位分析会商、研究部署和开展防汛抗旱工作，并向国家防汛抗旱总指挥部提出重要防汛抗旱指挥、调度、决策意见。
8. 负责中央防汛抗旱资金管理工作，指导全国防汛抗旱物资的储备与管理、防汛抗旱机动抢险队和抗旱服务组织的建设与管理。
9. 负责组织实施国家防汛抗旱指挥系统建设，组织开展全国防汛抗旱工作评估工作。
10. 承办国家防汛抗旱总指挥部和水利部领导交办的其他事项[1]。

国家防汛抗旱总指挥部办公室的内设处室是：
- 综合处
- 防汛一处
- 防汛二处
- 防汛三处
- 防汛四处
- 抗旱一处
- 抗旱二处
- 减灾处
- 技术信息处[1]

2010年，中央机构编制委员会办公室同意国家防汛抗旱总指挥部办公室设立国家防汛抗旱督察专员，随后部分省（市、自治区）的防汛抗旱指挥部办公室也设立了防汛抗旱督察专员。
国家防汛抗旱总指挥部办公室历任主任、副主任、国家防汛抗旱督察专员、巡视员、副巡视员是：

| 主任 - 王守强（1988年8月－1993年2月，兼任） - 何璟（1993年－1995年，兼任） - 周文智（1995年－2001年5月，兼任） - 鄂竟平（2001年5月－2009年4月，兼任） - 刘宁（2009年4月－2012年10月，兼任） - 张志彤（2012年10月－2016年4月） - 李坤刚（2016年4月－） 常务副主任 - 赵春明（？－？） - 张志彤（？－2012年10月） 副主任 - 李兴州（？－？） - 陈德坤（？－？） - 邓坚（？－？） - 田以堂（？－2011年1月11日） - 程殿龙（2002年5月－2010年9月） - 李苦峰（2006年4月7日－9月） - 邱瑞田（？－？） - 李坤刚（2008年3月19日－2011年5月3日） - 张旭（？－2012年8月31日） - 束庆鹏（2009年－2012年8月31日） - 史芳斌（2010年5月－12月） - 万海斌（2011年5月3日－） - 张家团（2011年5月3日－2015年12月） - 王翔（2012年8月31日－2014年11月） - 姚文广（2012年8月31日－2017年3月） - 刘学峰（2014年11月－2015年5月） - 尚全民（2015年9月－） - 徐宪彪（2015年12月－） - 符传君（2016年3月－2016年） - 王章立（2017年8月－） 主任助理 - 王栋林（2007年3月27日－？） - 陈国华（？－？） | 国家防汛抗旱督察专员 - 田以堂（2011年1月11日－，正司级） - 邱瑞田（2011年1月11日－2015年12月，正司级） - 李坤刚（2011年5月3日－2016年4月，正司级） - 刘学峰（2011年5月3日－2012年8月31日，副司级） - 姚文广（2011年5月3日－2012年8月31日，副司级） - 张旭（2012年8月31日－，正司级） - 束庆鹏（2012年8月31日－2015年12月，正司级） - 梁家志（2012年8月31日－2014年11月，正司级） - 王翔（2014年11月－，正司级） - 王磊（2015年12月－，正司级） - 张家团（2015年12月－，正司级） - 顾斌杰（2016年12月－，正司级） 巡视员 - 邱瑞田（2007年12月－2011年1月11日） 副巡视员 - 张旭（？－？） - 周一敏（2006年11月－？） - 刘玉忠（2011年1月27日－2014年1月） - 翟自宏（？－？） - 尚全民（2014年11月－2015年9月） - 李兴学（2015年9月－） |

### 引用
1. 1 2 3 4 5 6 7 8 9 10 11 12 13 14 15 16 17 18 19 20 21 22 23  . 国家防汛抗旱总指挥部办公室. 2017-03-24. （原始内容存档于2018-07-27）.
2. 1 2 3 4 5  当代水利史上的六月，中国水利1989(6):46
3. ↑   张晋藩等 主编. . 黑龙江人民出版社. 1992年. 关于成立中央防汛抗旱指挥部的通知
4. ↑   王浩 主编. . 中国电力出版社. 2010年. （二）抗旱减灾的主要措施
5. ↑  . 中国政府网. 1988-08-11. （原始内容存档于2017-12-01）.
6. ↑  . 中国政府网. 1988-11-07. （原始内容存档于2017-10-27）.
7. ↑  田纪云副总理对今年防汛工作的几点意见——一九八八年四月二十日在国家防汛总指挥部第一次会议上的讲话，中国水利1988(6):4-6
8. ↑  王维洛，中国防汛决策体制和水灾成因分析，当代中国研究1999年第3期（总第66期）
9. ↑  国务院办公厅关于国家防汛总指挥部更改名称的通知，中华人民共和国国务院公报1992年第23号
10. ↑  王勇. . 中国人大网. 2018-03-13. （原始内容存档于2018年6月9日）.
11. ↑  . 中国人大网. 2018-03-17. （原始内容存档于2018-03-18）.
12. ↑  . 中国人大网. 2018-03-17. （原始内容存档于2018-03-18）.
13. ↑  . 搜狐. 2016-08-26. （原始内容存档于2017-12-01）.
14. ↑  . 人民网. 2000-12-24  [2017-11-23]. （原始内容存档于2005-09-03）.
15. 1 2 3 4 5 6  . 中国政府网. 1985-07-02  [2017-11-24]. （原始内容存档于2017-09-13）.
16. 1 2 3 4 5 6 7  国务院办公厅关于国家防汛抗旱总指挥部组成人员的通知，中华人民共和国国务院公报1993年第11号
17. 1 2 3  国务院办公厅关于调整国家防汛抗旱总指挥部组成人员的通知，中华人民共和国国务院公报1995年第12号
18. 1 2 3 4  国务院办公厅关于调整国家防汛抗旱总指挥部成员的通知，中华人民共和国国务院公报1998年第11号
19. 1 2 3 4  国务院办公厅关于调整国家防汛抗旱总指挥部成员的通知，湖南政报1999年第08期
20. 1 2 3 4  . 中国政府网.   [2017-11-24]. （原始内容存档于2017-12-01）.
21. 1 2 3  . 中华人民共和国国务院公报2007年第17号.   [2017-11-24]. （原始内容存档于2017-12-01）.
22. 1 2  国务院办公厅关于调整国家防汛抗旱总指挥部成员的通知，甘肃政报2008年8期(总347期)
23. 1 2 3  . 中国政府网. 2013-05-10  [2017-11-24]. （原始内容存档于2017-12-01）.
24. ↑  . 中国政府网. 2018-06-25  [2018-06-26]. （原始内容存档于2018-06-26）.
25. ↑  . 中国政府网. 2019-03-19  [2019-04-12]. （原始内容存档于2019-04-23）.
26. ↑  . 中国经济网. 2011-11-17. （原始内容存档于2017-12-01）.
27. ↑  孙永清，全国防洪减灾研讨会在京举行，上海水务1992(2):54-55
28. ↑  . 中国领导干部资料库.   [2017-11-24]. （原始内容存档于2015-04-25）.
29. 1 2  . 中华人民共和国水利部. 2012-10-15.[永久]
30. 1 2 3  2016-04-12. . 网易. （原始内容存档于2017-12-01）.
31. ↑  . 中华人民共和国水利部. 2016-04-11.[永久]
32. ↑  珠水宣，汪恕诚部长率组检查珠江防汛工作，人民珠江2000(3):9
33. ↑  . 网易. 2015-12-08. （原始内容存档于2017-12-01）.
34. ↑  国家防总东北防汛检查组在东北四省(区)检查防汛，东北水利水电1991(8):51
35. ↑  王府义，全国城市防洪规划与建设工作座谈会在南京召开，水利规划与设计1994(4):65-65
36. ↑  蔡尚途，珠江流域部署今年防汛工作 强调抓早抓实 立足“五个确保”，珠江现代建设1999(3)
37. ↑  . 中国政府网. 2008-06-06. （原始内容存档于2017-12-01）.
38. 1 2 3 4   《中国水利年鉴》编纂委员会. . 中国水利水电出版社. 2012年. 重要任免
39. ↑  . 中国水网. 2002-05-24. （原始内容存档于2017-12-01）.
40. ↑  . 中华人民共和国水利部. 2006-04-10. （原始内容存档于2017-12-01）.
41. 1 2  . 中华人民共和国水利部. 2007-12-14. （原始内容存档于2017-12-01）.
42. ↑  . 中华人民共和国国土资源部. 2010-04-13. （原始内容存档于2017-12-01）.
43. ↑  . 中华人民共和国水利部. 2008-04-01.[永久]
44. 1 2 3  . 中华人民共和国水利部. 2011-06-03. （原始内容存档于2017-12-01）.
45. 1 2 3 4 5 6 7  . 中华人民共和国水利部. 2012-09-19.[永久]
46. ↑  . 中华人民共和国水利部. 2010-07-21. （原始内容存档于2017-12-01）.
47. 1 2 3 4 5 6  . 中华人民共和国水利部. 2015-12-08. （原始内容存档于2017-12-01）.
48. ↑  . 中华人民共和国水利部. 2013-01-22.[永久]
49. 1 2 3 4 5  . 中华人民共和国水利部. 2014-11-25.[永久]
50. ↑  . 中国经济网. 2017-05-15. （原始内容存档于2017-12-01）.
51. ↑  . 中华人民共和国水利部. 2015-05-26  [2017-11-24]. （原始内容存档于2018-07-27）.
52. 1 2 3  . 中华人民共和国水利部. 2015-09-06. （原始内容存档于2017-12-01）.
53. ↑  . 中华人民共和国水利部. 2016-04-01. （原始内容存档于2018-07-27）.
54. ↑  . 中华人民共和国水利部. 2017-08-16. （原始内容存档于2018-07-27）.
55. ↑  . 中华人民共和国水利部. 2007-03-28. （原始内容存档于2018-07-27）.
56. ↑  . 水资讯网. 2010-02-07. （原始内容存档于2017-12-01）.
57. ↑  . 太湖网. 2011-05-06  [2017-11-24]. （原始内容存档于2015-06-12）.
58. 1 2 3  . 中华人民共和国水利部. 2017-02-13  [2017-11-24]. （原始内容存档于2018-07-27）.
59. ↑  . 中华人民共和国水利部人事司. 2016-12-15. （原始内容存档于2017-12-01）.
60. ↑  张恩颐：《国家防总检查组在我省查看旱情检查指导抗旱工作》，《陕西水利》2007(3):3
61. ↑  . 中华人民共和国水利部. 2006-11-15. （原始内容存档于2017-12-01）.
62. ↑  . 中华人民共和国水利部. 2011-02-25. （原始内容存档于2018-07-27）.
63. ↑  . 中华人民共和国水利部. 2014-01-10. （原始内容存档于2022-04-25）.
64. ↑  . 凤凰网. 2014-09-19  [2017-11-24]. （原始内容存档于2017-12-01）.